# Maliattha bilineata
Maliattha bilineata är en fjärilsart som beskrevs av George Francis Hampson 1897. Maliattha bilineata ingår i släktet Maliattha och familjen nattflyn. Inga underarter finns listade i Catalogue of Life.